# Liam Kristjanson
Liam Kristjanson (* 29. Oktober 2001 in Oak River) ist ein kanadischer Volleyballspieler.

## Karriere
Kristjanson begann seine Karriere an der Crocus Plains Secondary School. Von 2019 bis 2024 studierte er an der University of Winnipeg und spielte in der Universitätsmannschaft. Nach seinem Studium wechselte er 2024 zum deutschen Bundesligisten FT 1844 Freiburg.